# Liste von Persönlichkeiten der Stadt Perugia
Diese Liste enthält in Perugia geborene Persönlichkeiten sowie solche, die in Perugia gewirkt haben, dabei jedoch andernorts geboren wurden. Die Liste erhebt keinen Anspruch auf Vollständigkeit.

## In Perugia geborene Persönlichkeiten

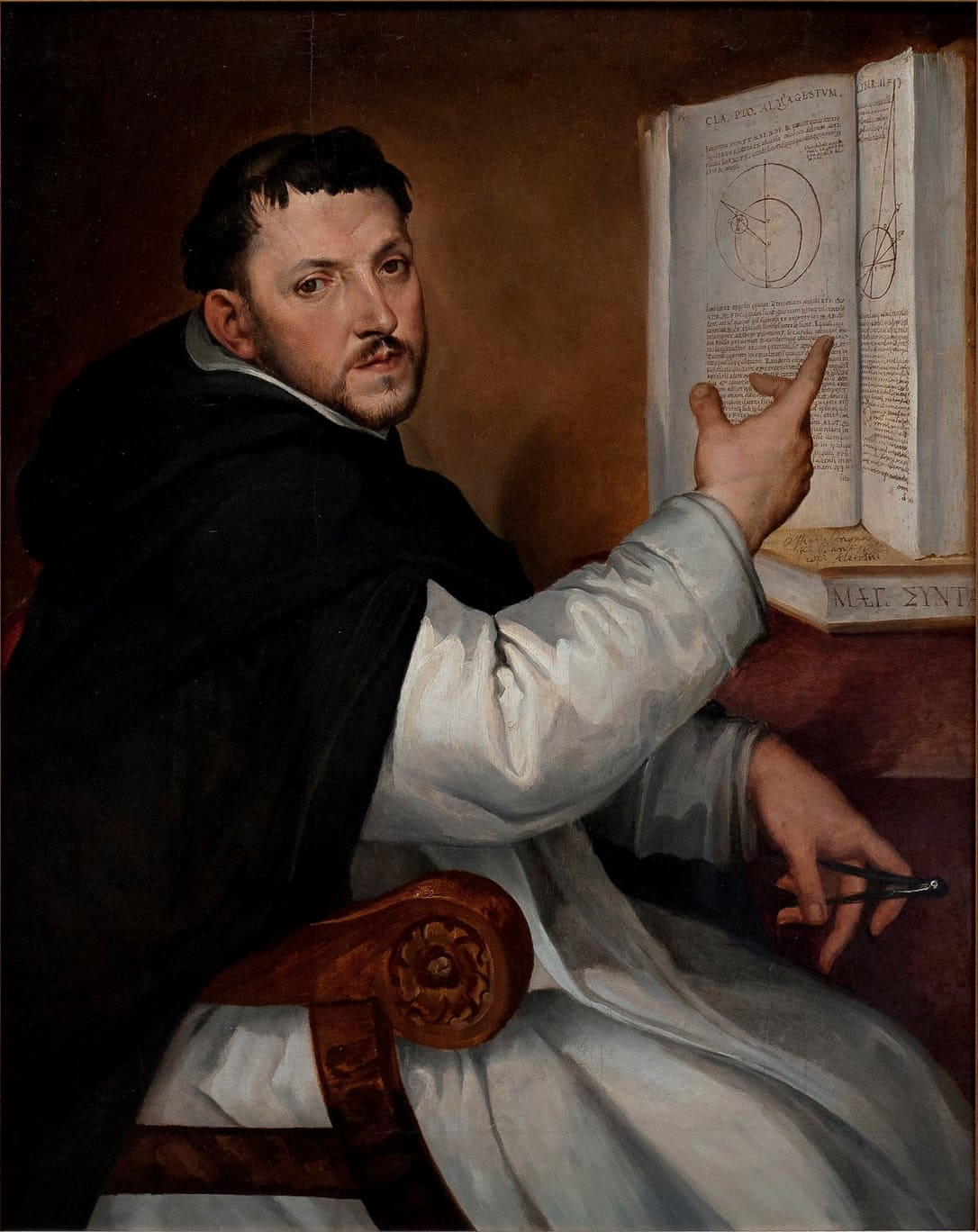
Ignazio Danti

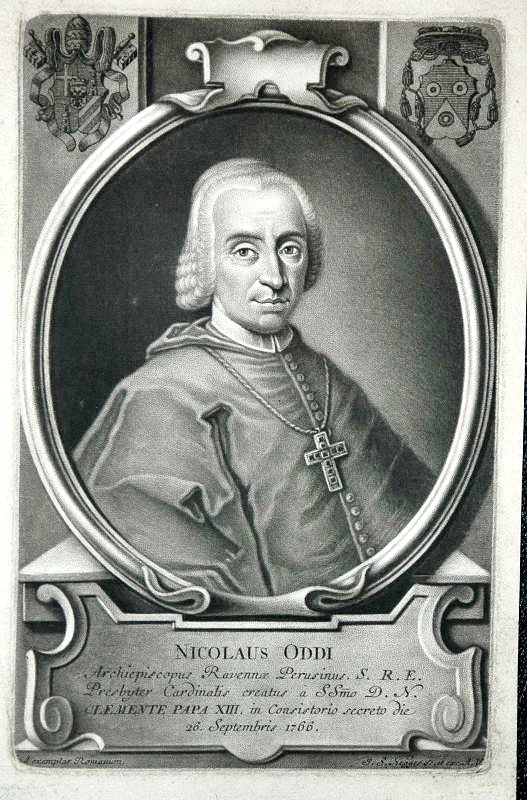
Kardinal Niccolo Oddi

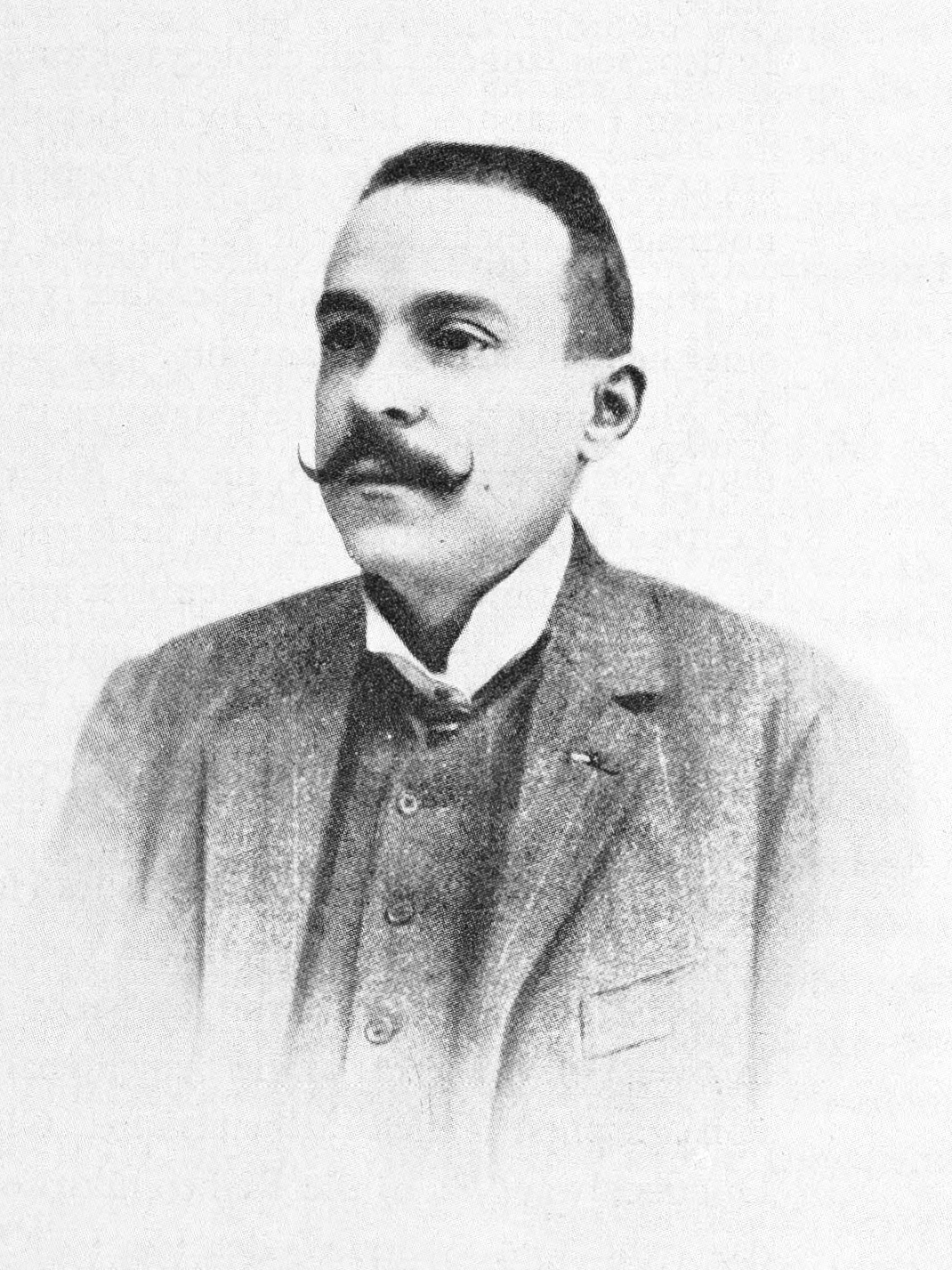
Ruggero Oddi

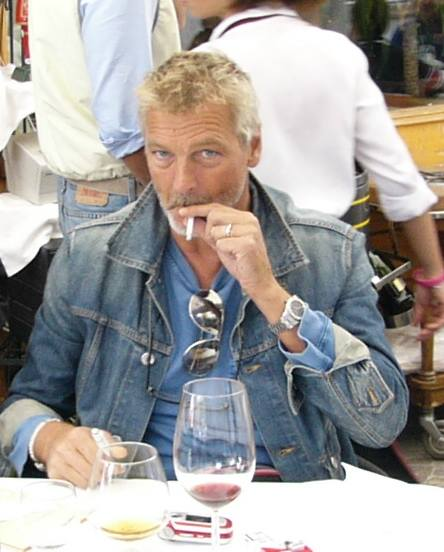
Stefano Tacconi

### Bis 1800
- Trebonianus Gallus (206–253), Römischer Kaiser
- Baldus de Ubaldis (1327–1400), Rechtsgelehrter
- Ceccolino Michelotti (um 1353–1419), Condottiere
- Braccio da Montone (1368–1424), Condottiere
- Niccolò Piccinino (um 1380–1444), Condottiere
- Benedetto Bonfigli (um 1420–1496), Maler
- Fiorenzo di Lorenzo (um 1440–1522), Maler
- Pietro di Galeotto (um 1454–1483), Maler
- Pinturicchio (um 1454–1513), Maler
- Gentile Baglioni (um 1466–1527), Condottiere, Bischof, Graf von Bettona und Herr von Perugia
- Giampaolo Baglioni (um 1470–1520), Condottiere und Herr von Perugia
- Eusebio da San Giorgio (um 1470–nach 1539), Maler der Renaissance
- Giovan Battista Caporali (1476–1560), Maler und Architekt
- Domenico Alfani (um 1479–1553), Maler
- Orazio Alfani (um 1510–1583), Architekt und Maler
- Galeazzo Alessi (1512–1572), Architekt
- Fulvio Giulio della Corgna (1517–1583), Kardinal
- Vincenzo Danti (1530–1576), Bildhauer, Goldschmied, Militärarchitekt und Poet
- Ignazio Danti (1536–1586), Mathematiker, Astronom und Kosmologe und Kartograph
- Cesare Ripa (um 1555–1622), Koch, Schriftsteller und Gelehrter
- Secondo Lancellotti (1575–1643), Geistlicher und Archäologe
- Vincenzo Ugolini (um 1580–1638), Kapellmeister und Komponist
- Benedetto Ubaldi (1588–1644), Kardinal der katholischen Kirche
- Agostino Diruta (um 1590–nach 1647), Kapellmeister und Komponist
- Placido Titi (1603–1668), Astrologe
- Baldassare Ferri (1610–1680), Soprankastrat
- Giovanni Andrea Bontempi (um 1624–1705), Kastrat, Musikschriftsteller und Komponist
- Federico Baldeschi Colonna (1625–1691), Kardinal
- Pietro Santi Bartoli (1635–1700), Zeichner, Kupferstecher und Altertumsforscher
- Giacinto Fontana, gen. Farfallino (1692–1739), Opernsänger (Sopran-Kastrat)
- Niccolò Oddi (1715–1767), Kardinal, Apostolischer Nuntius in Köln und Luzern
- Luigi Caruso (1754–1823), Komponist und Kapellmeister
- Francesco Cesarei Leoni (1756–1830), Kardinal
- Francesco Morlacchi (1784–1841), Komponist und Dirigent

### 19. Jahrhundert
- Orazio Antinori (1811–1882), Zoologe und Reisender
- Carlo Laurenzi (1821–1893), Kardinal
- Guglielmo Calderini (1837–1916), Architekt
- Giulio Boschi (1838–1920), Erzbischof von Ferrara und in Personalunion Bischof von Comacchio
- Umberto Benigni (1862–1934), Priester und Kirchenhistoriker
- Vittorio Luigi Alfieri (1863–1918), General und Politiker
- Ruggero Oddi (1864–1913), Anatom
- Ettore Verga (1867–1930), Historiker und Archivar
- Giuseppe Prezzolini (1882–1982), Journalist, Schriftsteller und Verleger
- Gerardo Dottori (1884–1977), Maler, Dichter und Autor
- Aurelio Giorni (1895–1938), Pianist und Komponist
- Aldo Capitini (1899–1968), Philosoph, Antifaschist und Pazifist
- Giuseppe Bastianini (1899–1961), Diplomat und Politiker

### 20. Jahrhundert
- Sandro Penna (1906–1977), Dichter und Erzähler
- Gabor Dessau (1907–1983), Mineraloge und Hochschullehrer
- Giorgio Ferroni (1908–1981), Filmregisseur und Dokumentarfilmer
- Alvaro Giorgetti (1912–2002), französisch-italienischer Radrennfahrer
- Giuliano Vassalli (1915–2009), Jurist und Politiker
- Giorgio Cristallini (1921–1999), Filmregisseur
- Mario Sereni (1928–2015), Bariton
- Antonietta Stella (1929–2022), Opernsängerin
- Franco Giornelli (* 1931), Schauspieler, Produktionsleiter und Regisseur
- Giuliano Urbani (* 1937), Politologe und
- Fernando Grillo (1945–2013), Kontrabassist und Komponist
- Carlo Natali (* 1948), Philosophiehistoriker
- Donatello Alunni Pierucci (* 1954), Filmregisseur
- Enrico Gatti (* 1955), Violinist
- Carlo Pedini (* 1956), Musiker und Komponist
- Stefano Tacconi (* 1957), Politiker und Fußballtorhüter
- Serse Cosmi (* 1958), Fußballtrainer
- Andrea Tabanelli (1961–2020), Rollstuhlcurler
- Paolo Giulietti (* 1964), Erzbischof von Lucca
- Gabriele Mirabassi (* 1967), (Jazz-)Klarinettist
- Filippo Preziosi (* 1968), Ingenieur
- Fabrizio Ravanelli (* 1968), Fußballspieler
- Paolo Coloni (* 1969), Automobilrennfahrer und Motorsportmanager
- Giovanni Mirabassi (* 1970), Jazz-Pianist und Komponist
- Federico Giunti (* 1971), Fußballspieler
- Filippo Timi (* 1974), Schauspieler und Autor
- Davide Baiocco (* 1975), Fußballspieler
- Cristiano Lupatelli (* 1978), Fußballtorhüter
- Fabio Gatti (* 1982), Fußballspieler
- Andrea Giovi (* 1983), Volleyballspieler
- Laura Giombini (* 1989), Beachvolleyballspielerin
- Nil Venditti (* 1994), Dirigentin

### 21. Jahrhundert
- Francesco Passaro (* 2001), Tennisspieler
- Matilde Paoletti (* 2003), Tennisspielerin

## Bekannte Einwohner von Perugia
- Lucrezia Borgia (1480–1519), italienisch-spanische Renaissancefürstin
- Marianna Marchesa Florenzi (1802–1870), italienische Adlige, die in besonderer Gunst von König Ludwig I. von Bayern stand, der sie oft besuchte und in seiner Schönheitengalerie verewigte